# Vrouw Trui
Vrouw Trui of Vrou Truida is een sprookje dat werd opgetekend door de gebroeders Grimm in Kinder- und Hausmärchen met het nummer KHM43. De oorspronkelijke naam is Frau Trude.

## Het verhaal
Een klein meisje is koppig en eigenwijs en zegt op een dag tegen haar ouders dat ze van Vrou Trui heeft gehoord, ze wil naar haar toe. Haar ouders verbieden dit en vertellen dat Vrou Trui een boze vrouw is die slechte dingen doet. Het meisje zal niet langer het kind van haar ouders zijn als ze naar Vrou Trui toe gaat, maar het meisje trekt zich niks aan van het verbod. Bij Vrou Trui aangekomen ziet het meisje erg bleek, ze is geschrokken van een zwarte man op de trap. Vrou Trui vertelt dat dit een kolenbrander is. Hierna heeft het meisje een groene man gezien en Vrou Trui vertelt dat dit een jager was. Als derde zag het meisje een bloedrode man en dit was een slager. Het meisje keek naar binnen en zag niet Vrou Trui, maar de duivel. Vrou Trui vertelt dat ze de heks in ware gedaante heeft gezien en zij kan de heks het licht geven. Vrou Trui verandert het meisje in een houtblok en gooit dit in het vuur en ze warmt zich er aan, het geeft veel licht.

## Achtergronden
- Het sprookje is gebaseerd op een verhaal uit Frauentaschenbuch (1823).
- Frau Trude was in een deel van Duitsland de naam voor een nachtgeest die de nachtmerries veroorzaakte.
- Het sprookje heeft overeenkomsten met De peetoom (KHM42), Het eigenzinnige kind (KHM117) en De trommelslager (KHM193).